# Swinhope
Swinhope – wieś i civil parish w Anglii, w Lincolnshire, w dystrykcie West Lindsey. W 2011 civil parish liczyła 194 mieszkańców. Swinhope jest wspomniana w Domesday Book (1086) jako Suinhope.